# Lanques-sur-Rognon
Lanques-sur-Rognon é uma comuna francesa na região administrativa de Grande Leste, no departamento de Haute-Marne. Estende-se por uma área de 13,12 km². Em 2010 a comuna tinha 197 habitantes (densidade: 15 hab./km²).